# Fear of the Dark (песен)
Fear of the Dark е песен написана от Стив Харис – басист на британската хевиметъл група Айрън Мейдън. Тя излиза в едноименния албум, а на следващата година изпълнението и на живо в Ледената зала в Хелзинки (Финландия) е издадено като сингъл. То е взето от албумът A Real Live One. Освен Afraid to Shoot Strangers, това е единствената песен от албумът, която се изпълнява на живо до 1998 г. Песента разказва за детския страх на Харис от тъмното. Песента достига пето място във Великобритания и оттогава е любима на феновете и задължително се изпълнява на концертите.
Кавър на парчето може да се намери в „Numbers From The Beast“. Песента е изпълнена от Чък Били (вокал), Крейг Голди (китара), Рики Филипс (бас) и Майки Дий (барабани). Тази версия се различава най-вече в китарното соло, а Били чрез ръмженето си придава по-страховито звучене.

## Състав
- Брус Дикинсън – вокал
- Дейв Мъри – китара
- Яник Герс – китара, беквокали
- Стив Харис – бас, беквокали
- Нико Макбрейн – барабани